# 香港科技大學董姓學生虐貓事件
香港科技大學董姓學生虐貓事件，是指2019年4月一名在香港科技大學就讀、於騰訊公司實習的中國內地董姓學生虐待其在深圳的同居人的貓的事件，事件在網上公開後引起社會關注，虐貓者的名字和身份曝光，香港科技大學和騰訊公司也介入了事件。

## 事件經過
2019年4月30日，一名稱為「vseacuvuenm」的微博用戶發表舉報文章，文中指她的在香港科技大學就讀、於騰訊公司當實習生和來自北京的董姓同居人在趁自己離開深圳的家往泰國旅遊期間虐待她的貓。根據家中閉路電視的攝像記錄，董姓學生以多種方式虐貓，包括腳踢、毆打、追趕、提着尾巴不放並享受牠的慘叫聲、關在貓沙盆內達10分鐘以上、用枕頭塞住縫隙令牠無法走出及呼吸，以及把牠按在梳化上掐其頸部等，貓主又指，董姓學生在虐貓的過程中「不斷發出興奮、令人毛骨悚然的尖叫」。貓主發現董姓學生的虐貓行為後便隨即打電話跟她聯繫，但對方一直拒絕接聽。另外，貓主說自己在跟董姓學生合租前已將自己養貓的情況告知她，董姓學生回覆自己「非常喜歡貓咪」。
兩人其後透過微信進行溝通，董姓學生聲稱是貓在她的床上撒尿在先，所以才打牠作為懲罰，說「打他（牠）算輕的了」，又向貓主說「請你報警」。貓主後來聯繫董姓學生的母親和騰訊公司，董姓學生隨後私信貓主表示與公司人力資源部門溝通後，表示願意承擔治療費用，又指自己打貓是為了「讓牠對我有威脅感」。貓主表示室友「毫無愧疚，從未真誠道歉」，指對方態度惡劣挑釁，對處理結果並不滿意。30日晚上，貓主在微博曝光事件，要求室友全權負責醫療費用並公開道歉，又香港科技大學和騰訊公司舉報，要求騰訊公司立刻中止董姓學生的實習並計入黑名單，又要求香港科技大學安排心理疏導以杜絕更大的危害隱患，並表示「一家有社會責任感的公司和高等學府不應庇護如此惡劣行為的學生和員工，應該給予應有的裁決」。貓主的舉報文章隨即被廣泛轉發，引起網民激烈討論。

### 虐貓者或有前科
有網民翻查歷史紀錄後發現，貓主在同年3月曾稱回家後發現小貓左眼睜不開，帶往獸醫檢查後說可能是受重物撞擊，認為小貓已經不是第一次被虐待。

## 科大和騰訊的回應
香港科技大學隨後在微博就事件作出回應，表示會了解事件，亦向媒體指正努力促使雙方見面以解決事件，以及將向相關學生的行為作出警告，亦會在有需要的情況下向相關學生提供輔導等支援，又呼籲每人都應該愛護動物，尊重生命。騰訊公司亦同步在微博轉發貓主帖文，表示非常重視事件，又表示若事件被核實，將終止董姓學生的實習工作，同時為她提供心理輔導上的幫助。